# Beate Prahl

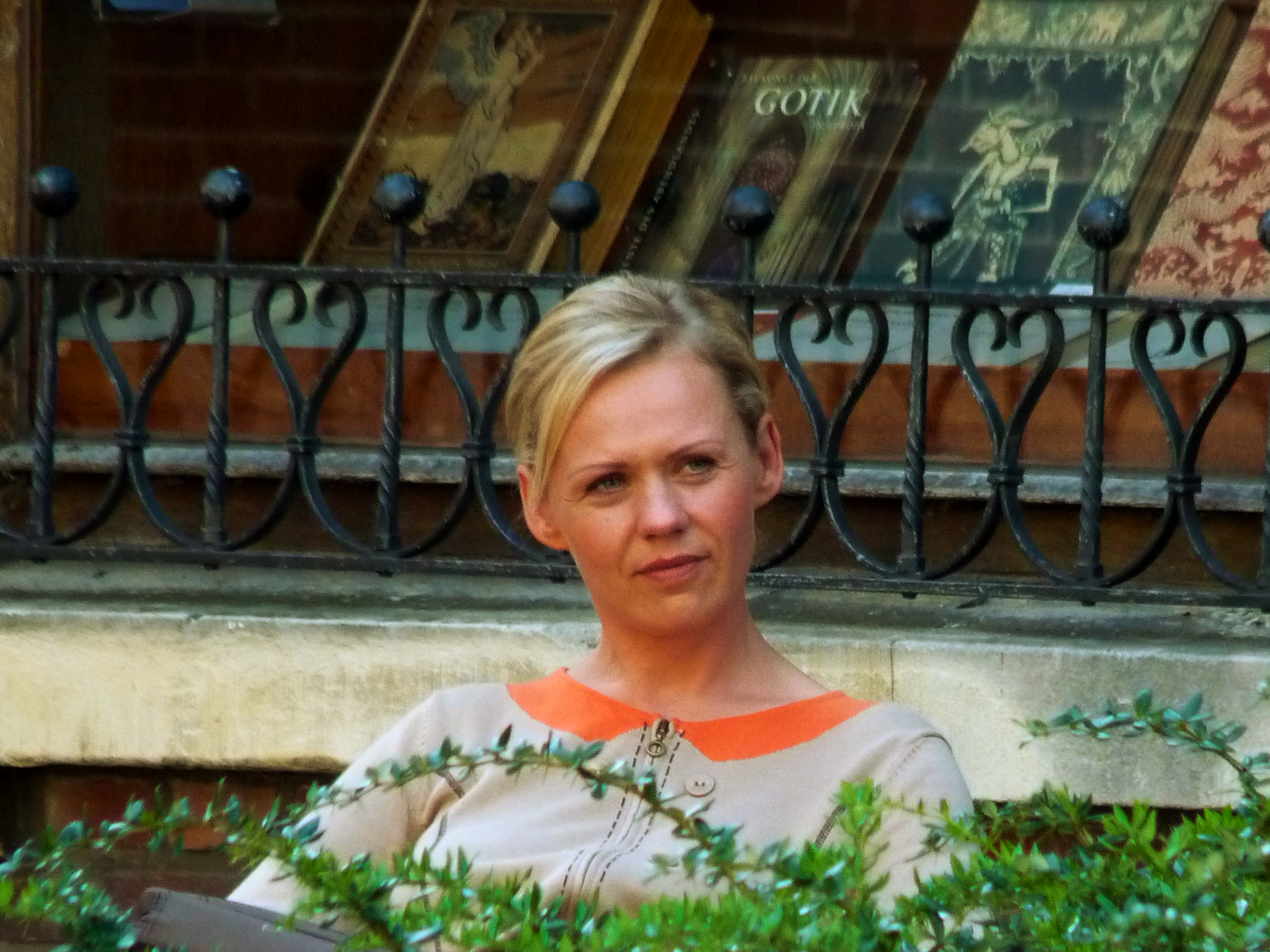
Beate Prahl 2012 bei den Dreharbeiten zu Wilsberg: Hengstparade

Beate Prahl (* 29. April 1972 in Parchim) ist eine deutsche Schauspielerin.

## Leben
Prahl arbeitete nach ihrer Schulzeit als Friseurin, Dipl. Wirtschaftsberaterin, Dipl. Seminarleiterin und als Sachbearbeiterin für ein MdL. Sie eröffnete 1995 ein eigenes Physiotrom-Studio in Parchim und war Trainerin für Mentales-Aktivierungstraining und Ernährungstrainerin mit Lizenz, bevor sie 1998 die staatliche Hochschule für Musik und Theater Rostock besuchte. Bereits parallel dazu erhielt sie ein festes Engagement als Schauspielerin am Mecklenburgischen Staatstheater Schwerin/Fritz-Reuter-Bühne. Nach elf Jahren entschied sie sich dann für die Freiberuflichkeit.
Unter anderem wirkte sie auch 2003 und 2006 in verschiedenen plattdeutschen Hörspielproduktionen mit und macht seit 2008 mit ihrem eigenen musikalischen Programm, dem Trio B&B von sich reden.

## Filmografie (Auswahl)
- 2011: beinahe negativ (Regie: Sascha Fehrentz)
- 2011: Polizeiruf 110 – Einer trage des anderen Last (Fernsehreihe; Regie: Christian von Castelberg)
- 2012: Eckstein – Eckstein (Webfilm; Regie: Sascha Fehrentz)
- 2012: Gefangen (Kurzfilm; Regie: Samuel Buscapé)
- 2012: Trugschluss (Regie: Martin Jablonski)
- 2012: Großstadtrevier – Mit dem Rücken zur Wand (Regie: Marcus Weiler)
- 2013: Wilsberg – Hengstparade (Regie: Michael Schneider)
- 2013: Rivals of Darkness (Regie: Imed Toufahi)
- 2013: Rote Rosen (Fernsehserie; Regie: Gerald Distel / Maria Graf)
- 2013: Kreuzungen (Kurzfilm; Regie: Dustin Steinkühler)
- 2013: Harro- killthemall (Regie: Trond Bernsten)
- 2014: Annabellé (Kurzfilm; Regie: Konrad Bach)
- 2014: Helden der Haare (Kurzfilm; Regie: Andreas Groke)
- 2014: Kripo Holstein – Die letzte Vorstellung (Fernsehserie; Regie: Zbynek Cerven)
- 2014: Franziskas Welt – Hochzeiten und andere Hürden (Fernsehfilm; Regie: Bruno Grass)
- 2015: Seine Spur (Regie: Andreas Kaufmann)
- 2017: Die Spezialisten 3 - Im Namen der Opfer (Fernsehserie; Regie: Steffi Doehlemann)
- 2017: Keine zweite Chance (TV-Zweiteiler; Regie: Alexander Dierbach)
- 2018: SOKO Potsdam - Ein schwerer Fehler (Fernsehserie; Regie: Isabel Braak)

## Sprecherin (Auswahl)
- 2003: Se seggen Fisch to em (Hörspiel; Regie: Hans Helge Ott; Der Radio Bremen/NDR)
- 2003: Giw, denn ward di gäben (Hörspiel; Regie: Hans Helge Ott; Der Radio Bremen/NDR)
- 2006: Ünner den Melkwood (Hörspiel; Regie: Hans Helge Ott; Der Radio Bremen/NDR)
- 2010: Afsiets von´t Paris (Hörspiel; Regie: Hans Helge Ott; Der Radio Bremen/NDR)
- 2010: Dinge, die wir heute sagten (Hörbuch; Regie: Ralf Schäfer; Der Audio Verlag GmbH)
- 2013: The Night of the Rabbit (PC-Spiel; Regie: Martin Sponticcia; Daedalic Entertainment)

## Auszeichnungen und Nominierungen

### Auszeichnungen
- 2013: 1. Platz Filmfestival Shorts on the rock – Gefangen
- 2014: Winner of StarLite Award USA – beinahe negativ

### Nominierungen
- 2012: Hamburger Krimipreis – Polizeiruf 110
- 2014: Supporting Actress`UK – beinahe negativ
- 2014: Max-Ophüls-Preis – Kreuzungen
- 2014: 8th Annual International Red Rock Film Festival Cedar City/Utah – Kreuzungen